# Robert Siodmak
Robert Siodmak (Dresde, Alemania, 8 de agosto de 1900 - Locarno, Suiza, 10 de marzo de 1973) fue un director de cine de origen alemán, que destacó en los Estados Unidos desde 1940, tras una intensa etapa europea.
Es conocido por sus películas thriller y de cine negro, como La escalera de caracol (The Spiral Staircase, 1946) y Asesinos / Forajidos (The Killers, 1946), consideradas «clásicas» dentro de su género.

## Primeros años
Siodmak nació en Dresde, Alemania; hijo de un comerciante Ignatz Siodmak y Rosa Philippine Blum. Ignatz Siodmak provenía de Silesia, emigró a los Estados Unidos y luego se estableció en Alemania como ciudadano estadounidense en 1899, donde se casó. En 1902 también nació en Dresde el hermano siguiente a Robert, Curt. Además, tuvo otros tres hermanos: Werner, Roland y Rudolf.  Su madre murió de cáncer antes de cumplir 40 años y su hermano menor, Rolf, se suicidó a la edad de 20 años. Tanto su madre como su padre provenían de familias judías —el mito de haber nacido en Memphis (Tennessee) fue necesario para poder obtener el visado para los Estados Unidos en París, durante la Segunda Guerra Mundial—. Robert rompió con su padre ya en su juventud.
Siodmak asistió a la escuela secundaria en Dresde y tomó lecciones de actuación con Erich Ponto. En 1918 se incorporó a un teatro ambulante. En 1921 trabajó como contable en los bancos Mattersdorf y Schermer en Dresde; en 1924 fundó la editorial Robert Siodmak y publicó brevemente la revista ilustrada Das Magazin. Trabajó como director de escena antes de convertirse en editor y guionista de Curtis Bernhardt en 1925.
Uno de los primeros encargos cinematográficos de Siodmak fue traducir —del inglés al alemán— los intertítulos de Hermanos de armas (Two Arabian Knights, 1927) de Lewis Milestone. Con 26 años su primo, el productor Seymour Nebenzal, lo contrató para montar películas mudas originales a partir de material de archivo de películas antiguas. Siodmak trabajó como montador y asistente de dirección de Harry Piel y Kurt Bernhardt. Así durante dos años antes de convencer a Nebenzal para que financiara su primer largometraje, la obra maestra del cine mudo Los hombres del domingo (Menschen am Sonntag, 1930). 

## Alemania y Francia
En Los hombres del domingo (filmada en 1929, estrenada en 1930), Robert Siodmak ejerció como director por primera vez, junto con Edgar G. Ulmer. El guion lo escribió en colaboración con Billy Wilder y su propio hermano Curt Siodmak. El director de fotografía fue Eugen Schüfftan, con Fred Zinnemann como asistente. Es un documento amargo sobre el ocio de los empleados, muy observador y sin intención social relevante. Fue la última película muda de Alemania, en la que ya participaron diversas futuras figuras de Hollywood como Fred Zinnemann, Edgar G. Ulmer y Eugen Schüfftan.
Gracias al éxito de esta película semidocumental, realizada íntegramente por aficionados, los estudios Universum Film AG (UFA) y tuvo la oportunidad de dirigir películas dramáticas, policíacas y comedias. Entre los actores con los que trabajó Siodmak se encontraban grandes del cine alemán del momento, como Emil Jannings y Hans Albers.
Su siguiente película —la primera cinta sonora de los estudios alemanes UFA— fue la comedia Abschied (Despedida, traducción literal del título) de 1930, con guion de Emeric Pressburger y Irma von Cube; el año siguiente, rodó otra comedia, Der Mann, der seinen Mörder sucht (El hombre que busca a su asesino, traducción literal del título, 1931), pero totalmente diferente, con la descripción de un ambiente turbio, que llega al asesinato; probablemente producto de la imaginación de Billy Wilder. Afortunadamente, en su siguiente película, Stürme der Leidenschaft (Tormentas de pasión, traducción literal del título, 1932), un film de crímenes y suspense, Siodmak encontró un estilo que hizo propio.
Cuando en 1932 no le permitieron dirigir I.F.1 no contesta (F.P.1 antwortet nicht), adaptación cinematográfica de la novela de su hermano Curt Siodmak, debido a sus raíces judías, abandonó la UFA. Con el ascenso del nazismo y como consecuencia de un ataque en la prensa de Joseph Goebbels, Ministro de Propaganda de Hitler en 1933, después de ver Brennendes Geheimnis (Ardiente secreto), Siodmak dejó Alemania para dirigirse a París.
En París trabajó, entre otras cosas, para Néro Films de su primo Seymour Nebenzahl, quien, como Siodmak, tuvo que emigrar. Su creatividad floreció y durante los seis años siguientes trabajó en variados géneros cinematográficos, desde la comedia —El sexo débil (Le sexe faible, 1933) y Noches de París (La vie parisienne, 1935)— hasta el drama —Mister Flow (1936), Cargaison blanche (1937), Mollenard (1938) y el mayor éxito de audiencia de este periodo Trampas (Pièges, 1939) con Maurice Chevalier, Marie Déa y Erich von Stroheim— pasando por el musical —¡Se acabó la crisis! (La crise est finie, 1934) con Danielle Darrieux—. Mientras estuvo en Francia parecía que llegaría a ser el sucesor de René Clair, pero el avance de Hitler le obligó nuevamente a marcharse. Siodmak llegó a California en 1939, donde dirigió 23 películas, muchas de ellas son películas de suspense y melodramas policíacos muy conocidos, que los críticos consideran hoy clásicos del cine negro.

## Etapa en Hollywood
Su hermano Curt se había trasladado a los Estados Unidos y trabajaba como guionista en Hollywood. Robert Siodmak llegó a California en 1939. A partir de 1941, realizó varias películas de serie B y programas para diversos estudios, como la Paramount, 20th Century Fox y Republic Pictures, hasta que en 1943, firmó un contrato de siete años con los estudios Universal. De estas primeras películas en Estados Unidos destacan una de suspense, Fly-By-Night (1942), con Richard Carlson y Nancy Kelly, y Someone to Remember (1943), con Mable Paige en el papel principal. Como director de plantilla, muchas veces se le requería para salvar producciones problemáticas en el estudio. Por ejemplo, para la película Swell Guy (1946), producida por Mark Hellinger, se contrató a Siodmak para reemplazar a Frank Tuttle solamente seis días después de que completara la filmación de Asesinos / Forajidos (The Killers, 1946). Siodmak trabajó de forma constante mientras duró su contrato, eclipsado por notables directores como Alfred Hitchcock, con quien la prensa lo comparaba a menudo.
Para los estudios Universal, Siodmak dirigió también la película —de serie B— El hijo de Drácula (Son of Dracula, 1943), la tercera de la «saga Drácula» del estudio; el guion de Erick Taylor se basa en una historia original de su hermano Curt. Su segunda película, La reina de Cobra (Cobra Woman, 1944), rodada en Technicolor, fue para lucimiento de María Montez y Jon Hall. Mirando hacia atrás, Siodmak hizo comentarios despectivos sobre las películas estadounidenses que realizó antes de La dama desconocida (1944), las consideraba puras bagatelas.
Su primera película íntegramente de cine negro fue La dama desconocida (Phantom Lady 1944), para Joan Harrison, primera mujer productora ejecutiva de los estudios Universal y antigua secretaria y ayudante de guionista de Hitchcock. En esta película se mostró la habilidad de Siodmak con la cámara y deslumbró como editor, sobre todo en la icónica secuencia de la jam session con Elisha Cook, Jr. agonizando en la batería. Después de las críticas favorables de La dama desconocida, Siodmak dirigió Luz en el alma (Christmas Holiday, 1944) con Deanna Durbin y Gene Kelly. Después de esta película, su trabajo en Hollywood se centró en el estilo y temas propios de sus películas negras posteriores. Luz en el alma, con guion de Herman J. Mankiewicz basado en una novela de W. Somerset Maugham, fue indudablemente la mejor actuación de Durbin. El rodaje en blanco y negro, los exteriores urbanos, junto con los diseños de luces y sombras de Siodmak siguen la estructura clásica del cine negro. De hecho, con la colaboración de directores de fotografía como Nicholas Musuraca, Elwood Bredell y Franz Planer, logró el estilo expresionista que había cultivado en sus primeros años con la UFA.
Mientras estuvo contratado Siodmak, los estudios Universal explotaron al máximo el cine negro con El sospechoso (The Suspect, 1944), Pesadilla (The Strange Affair of Uncle Harry, 1945) y A través del espejo / Tras el espejo (The Dark Mirror, 1946), pero la pieza clave fue Asesinos / Forajidos (The Killers, 1946). Estrenada en 1946, fue la presentación de Burt Lancaster y el primer papel dramático de Ava Gardner. Fue un éxito de crítica y de taquilla que supuso la única nominación al Óscar al mejor director de su carrera en Hollywood. Su película alemana De noche cuando vino el diablo / El diablo ataca de noche (Nachts, wenn der Teufel kam, 1957), basada en la falsa historia de Bruno Lüdke, falsamente acusado por los nazis de ser un asesino en serie, estuvo nominada al Óscar a la mejor película extranjera en 1957.
Universal también «prestó» repetidamente a Siodmak a otros estudios: a RKO Pictures para La escalera de caracol (The Spiral Staircase, 1945), a 20th Century Fox para Una vida marcada (Scream of the Big City, 1948) y a MGM para El gran pecador (The Great Sinner, 1949), adaptación cinematográfica de la novela autobiográfica El jugador escrita por Dostoyevski. El caso de Thelma Jordon (The File on Thelma Jordon, 1950), dirigida para Paramount, puso fin a la serie negra de Siodmak. Rechazó una nueva oferta de contrato de siete años de Universal.
En 1952, Siodmak dirigió la película de aventuras El temible burlón / El pirata hidalgo (The Crimson Pirate, 1952), última película estadounidense antes de abandonar su tierra adoptiva. El rodaje estuvo marcado por continuas discusiones entre él y Burt Lancaster, el actor principal, que ya se había convertido en una estrella. Siodmak prefería el sistema de estudios tradicional de Hollywood, que empezó a desaparecer a finales de los años 1940, a las nuevas condiciones de los estudios en las que, según sus palabras, reinaban el «caos» y las egocéntricas estrellas. Así las cosas, decidió volver a Europa.
En resumen, su producción estadounidense fue irregular, pero interesante y mostró un especial talento para el cine negro: La dama desconocida (que supone con Lang, Wilder y Preminger, el arranque más claro de ese género cinematográfico), Luz en el alma (Christmas Holiday, 1944), La escalera de caracol (The Spiral Staircase, 1946), A través del espejo / Tras el espejo (The Dark Mirror, 1946) o la excelente Asesinos / Forajidos (The Killers, 1946), basada en el relato de Ernest Hemingway Los asesinos (The Killers, 1927), son algunas de sus películas más conocidas, que sumaron 22 en esta etapa. Entre sus obras maestras americanas destaca El abrazo de la muerte / Sin ley y sin alma (Criss Cross), estrenada en 1949; comparada con la anterior, reemplaza ventajosamente la complejidad narrativa por una dolorosa complejidad de los caracteres de los personajes representados. Su enorme talento como director de actores queda patente en el trabajo realizado con Barbara Stanwyck en el melodrama de suspense El caso de Thlema Jordon (The File on Thelma Jordan, 1949).

## Regreso a Europa
Curt Siodmak y el historiador de cine Hervé Dumont afirmaron que otra razón para que Siodmak abandonara Hollywood y regresara a Europa en 1952, fue el seguimiento del Comité de Actividades Antiamericanas (HUAC, por sus siglas en inglés, House Un-American Activities Committee) de la Cámara de Representantes de los Estados Unidos durante las décadas de 1940 y 1950, básicamente por su amistad con Chaplin.
El regreso de Siodmak a Europa en 1954, abriendo el Festival de Cannes con la película El gran juego (Le grand jeu) —una nueva versión de El signo de la muerte (Le grand jeu, 1934), película dirigida por Jacques Feyder, con Marie Bell, Pierre Richard-Willm, Charles Vanel y Françoise Rosay como intérpretes— fue un paso en falso a pesar de estar protagonizada por Gina Lollobrigida y contar con la participación de Arletty en el papel de Françoise Rosay, la mujer de Feyder.
En 1955, se instala en República Federal de Alemania donde dirigió Las ratas (Die Ratten) —basada en la novela homónima de Gerhart Hauptmann— con Maria Schell y Curd Jürgens, galardonada con el Oso de oro en el Festival de Berlín de 1955. Este melodrama intimista fue la primera de una serie de películas críticas con su propia patria, durante y después de Hitler, como De noche, cuando vino el diablo / El diablo ataca de noche (Nachts, wenn der Teufel kam, 1957), tanto suspense como cuestión social de Alemania bajo el nazismo, rodada en clave de documental al estilo de Los hombres del domingo (Menschen am Sonntag, 1930) y The Whistle at Eaton Falls (1951), que estuvo nominada al Óscar a la mejor película de habla no inglesa; en 1960, Mein Schulfreund, una comedia absurda, oscura y extraña, con Heinz Rühmann como un empleado del servicio postal intentando reunirse con un amigo de la infancia Hermann Göring. En abril de 1958, Siodmak fue nombrado ejecutivo de Bryna Productions, productora cinematográfica fundada por Kirk Douglas, como representante en Europa. Esta es quizás su etapa menos interesante, aunque también realizó alguna de sus obras más personales. También dirigió Mi padre, el actor (Mein Vater der Schauspieler, 1956), sobre las evocaciones del pasado nazi.

## Últimos años
Con L'affaire Nina B. (1961), Siodmak retomó la fuerza opresiva de sus filmes americanos. En 1964 y 1965, Siodmak dirigió tres adaptaciones cinematográficas de Karl May con Lex Barker producidas por Artur Brauner: En el imperio del mal (Der Schut, 1964), Cumbres de violencia (Der Schatz der Azteken, 1964) y Los violentos de Río Bravo (Die Pyramide des Sonnengottes, 1965).
En España, Siodmak rodó el wéstern La última aventura del general Custer (Custer of the West, 1967) para el productor estadounidense Philip Yordan, que resultó decepcionante, con la mayoría de las críticas negativas y sin éxito en taquilla. Su última película, La invasión de los bárbaros (Der Kampf um Rom, 1968), ambientada en el año 526, fue una superproducción sobre el declive del Imperio romano, basada en la novela histórica de Felix Dahn Ein Kampf um Rom (1876), también producida por Brauner. Murió en Locarno en 1973 de un infarto, siete semanas después de fallecer su esposa.
La valoración crítica de Siodmak como cineasta se ha incrementado a partir de la publicación del libro de Hervé Dumont que analiza toda su filmografía; al mismo tiempo, en 1987 la Filmoteca Española y el Festival de Cine de San Sebastián organizaron una retrospectiva reivindicando la figura del cineasta alemán. Este historiador del cine ha señalado que «no se debe juzgar a un artista por sus fracasos, sino por sus logros. Robert Siodmak figura indiscutiblemente entre los cineastas importantes y singularmente representativos de la primera mitad del siglo XX, (una veintena de sus films) han conservado, a pesar del paso del tiempo, un vigor impresionante. Merecen, por motivos diversos, un lugar de predilección en nuestra cinemateca imaginaria».

## Filmografía
- Los hombres del domingo (Menschen am Sonntag, 1930)
- Abschied (1930)
- Der Mann der seinen Mörder sucht (1931)
- Voruntersuchung (1931)
  - Autour d'une enquête (1931) — versión en francés de la anterior
- Stürme der Leidenschaft (1932)
  - Tumultos (Tumultes, 1932) — versión en francés de la anterior
- Quick (1932)
  - Quick (1932) — versión en francés de la anterior
- Brennendes Geheimnis (1933)
- El sexo débil (Le sexe faible, 1933)
- ¡Se acabó la crisis! (La crise est finie, 1934)
- Noches de París (La vie parisienne, 1935)
  - Parisian Life (1936) — versión en inglés de la anterior
- Mister Flow (1936)
- Cargaison blanche (1937)
- Mollenard (1938)
- Trampas (Pièges, 1939)
- West Point Widow (1941)
- Fly-by-Night (1942)
- The Night Before the Divorce (1942)
- My Heart Belongs to Daddy (1942)
- Someone to Remember (1943)
- El hijo de Drácula (Son of Dracula, 1943)
- La dama desconocida (Phantom Lady, 1944)
- La reina de Cobra (Cobra Woman, 1944)
- Luz en el alma (Christmas Holiday, 1944)
- El sospechoso (The Suspect, 1944)
- Pesadilla (The Strange Affair of Uncle Harry, 1945)
- La escalera de caracol (The Spiral Staircase, 1946)
- Asesinos / Forajidos (The Killers, 1946)
- A través del espejo / Tras el espejo (The Dark Mirror, 1946)
- Almas borrascosas (Time Out of Mind, 1947)
- Una vida marcada (Cry of the City, 1948)
- El abrazo de la muerte / Sin ley y sin alma (Criss Cross, 1949)
- El gran pecador (The Great Sinner, 1949)
- El caso de Thelma Jordon (The File on Thelma Jordon, 1949)
- Deported (1950)
- The Whistle at Eaton Falls (1951)
- El temible burlón / El pirata hidalgo (The Crimson Pirate, 1952)
- El gran juego (Le grand jeu, 1954)
- Las ratas (Die Ratten, 1955)
- Mi padre, el actor (Mein Vater der Schauspieler, 1956)
- El diablo ataca de noche / De noche, cuando vino el diablo (Nachts, wenn der Teufel kam, 1957)
- Acusación: homicidio (Dorothea Angermann, 1959)
- The Rough and the Smooth (1959)
- Katia (1959)
- Mein Schulfreund (1960)
- L'affaire Nina B. (1961)
- Túnel 28 (Escape from East Berlin, 1962)
- En el imperio del mal (Der Schut, 1964)
- Cumbres de violencia (Der Schatz der Azteken, 1964)
- Los violentos de Río Bravo (Die Pyramide des Sonnengottes, 1965)
- La última aventura del general Custer (Custer of the West, 1967)
- La invasión de los bárbaros (Der Kampf um Rom, 1968)

## Premios y distinciones
Premios Óscar
| Año  | Categoría                          | Película                                               | Resultado |
| ---- | ---------------------------------- | ------------------------------------------------------ | --------- |
| 1947 | Mejor director                     | Asesinos / Forajidos (The Killers)                     | Nominado  |
| 1958 | Mejor película de habla no inglesa | El diablo ataca de noche (Nachts, wenn der Teufel kam) | Nominado  |

Festival Internacional de Cine de Berlín
| Año  | Categoría  | Película               | Resultado |
| ---- | ---------- | ---------------------- | --------- |
| 1955 | Oso de Oro | Las ratas (Die Ratten) | Ganador   |